# 1869.
◄ | 18. stoljeće | 19. stoljeće | 20. stoljeće | ►
◄ | 1830-ih | 1840-ih | 1850-ih | 1860-ih | 1870-ih | 1880-ih | 1890-ih | ►
◄◄ | ◄ | 1866. | 1867. | 1868. | 1869. | 1870. | 1871. | 1872. | ► | ►►
Arhitektura • Astronomija • Biologija • Fotografija • Glazba • Kazalište • Kemija • Kiparstvo • Knjige • Književnost • Kršćanstvo • Meteorologija • Medicina • Planinarstvo • Politika • Pravo • Promet • Slikarstvo • Šport • Znanost • Željeznički promet

## Događaji
- 7. listopada – Zbog austrijskog vojnog zakona koji propisuje opću regrutaciju, dolazi do Bokeljskog (Krivošijskog) ustanka - prva puška u Ledenicama. Kaznenu ekspediciju od 26.000 vojnika vodi dalmatinski namjesnik Vagner, represalije izazivaju protest i u Europi.[1][2]

## Rođenja
- 11. veljače – Else Lasker-Schüler, njemačka književnica († 1945.)
- 9. ožujka – Ferdo Šišić, hrvatski povjesničar († 1940.)
- 18. ožujka – Arthur Chamberlain, britanski političar († 1940.)
- 9. travnja – Élie Joseph Cartan, francuski matematičar († 1951.)
- 17. travnja – Oton Iveković, hrvatski slikar († 1939.)
- 27. lipnja – Hans Spemann, njemački embriolog, nobelovac († 1941.)
- 2. srpnja – Milan Šenoa, hrvatski književnik († 1961.)
- 2. listopada – Mahatma Gandhi, indijski političar († 1948.)
- 20. studenog. – Jozafata Hordaševska, ukrajinska redovnica († 1919.)
- 22. studenog – André Gide, francuski književnik († 1951.)
- 30. studenog – Gustaf Dalén, švedski inženjer i nobelovac († 1937.)
- 13. prosinca – Henri Matisse, francuski slikar († 1954.)
- Josephine Bakhita – sudanska svetica († 1947.)

## Smrti
- 15. veljače – Mirza Galib, indijski pjesnik (* 1797.)
- 28. veljače – Alphonse de Lamartine, francuski književnik i političar (* 1790.)
- 8. ožujka – Hector Berlioz, francuski skladatelj (* 1803.)
- 11. svibnja – Juraj Haulik, hrvatski kardinal i zagrebački nadbiskup (* 1788.)
- 8. listopada – Franklin Pierce, 14. predsjednik SAD-a (* 1804.)
- Mirko Ožegović – senjsko-modruški biskup i političar; preporoditelj (* 1775.)

## Vanjske poveznice
|  | Zajednički poslužitelj ima još gradiva o temi 1869. |